# National Basketball League 2017-2018
La National League Basketball 2017-2018 è stata la 40ª edizione della National Basketball League, la massima lega di basket australiana.

## Squadre partecipanti
- Adelaide 36ers
- Brisbane Bullets
- Cairns Taipans
- Illawarra Hawks
- Melbourne United
- N.Z. Breakers
- Perth Wildcats
- Sydney Kings

## Regular Season

### Classifica
|    | Squadra          | G  | V  | P  | PF    | PS    |
| -- | ---------------- | -- | -- | -- | ----- | ----- |
| 1. | Melbourne United | 28 | 20 | 8  | 2.434 | 2.298 |
| 2. | Adelaide 36ers   | 28 | 18 | 10 | 2.654 | 2.527 |
| 3. | Perth Wildcats   | 28 | 16 | 12 | 2.388 | 2.271 |
| 4. | N.Z. Breakers    | 28 | 15 | 13 | 2.364 | 2.387 |
| 5. | Illawarra Hawks  | 28 | 12 | 16 | 2.474 | 2.539 |
| 6. | Cairns Taipans   | 28 | 11 | 17 | 2.215 | 2.281 |
| 7. | Sydney Kings     | 28 | 11 | 17 | 2.418 | 2.504 |
| 8. | Brisbane Bullets | 28 | 9  | 19 | 2.347 | 2.487 |

## Playoffs

### Melbourne - New Zealand
RISULTATO FINALE: 2-0
| Melbourne 3 marzo 2018, ore 17:30 Gara 1                                   | Melbourne United | 88 – 77 (21-24, 22-19, 24-18, 21-16) | N.Z. Breakers | Hisense Arena (6.833 spett.) |
| Ware 33 Punti Newbill 19 Wesley 4 Assist Ili 5 Boone 8 Rimbalzi Pledger 10 |                  |                                      |               |                              |
|                                                                            |                  |                                      |               |                              |
| Ware 33                                                                    | Punti            | Newbill 19                           |               |                              |
| Wesley 4                                                                   | Assist           | Ili 5                                |               |                              |
| Boone 8                                                                    | Rimbalzi         | Pledger 10                           |               |                              |

| Auckland 5 marzo 2018, ore 19:30 Gara 2                                                                 | N.Z. Breakers | 86 – 88 (26-13, 12-20, 25-25, 15-20, 8-10 (OT)) | Melbourne United | Spark Arena (N/A spett.) |
| Newbill 21 Punti Josh Boone 33 Abercrombie 5 Assist Ware 6 Newbill , Christmas 8 Rimbalzi Josh Boone 15 |               |                                                 |                  |                          |
| |               |                                                 |                  |                          |
| Newbill 21                                                                                              | Punti         | Josh Boone 33                                   |                  |                          |
| Abercrombie 5                                                                                           | Assist        | Ware 6                                          |                  |                          |
| Newbill, Christmas 8                                                                                    | Rimbalzi      | Josh Boone 15                                   |                  |                          |

### Adelaide - Perth
RISULTATO FINALE: 2-0
| Adelaide 3 marzo 2018, ore 19:00 Gara 1                                                  | Adelaide 36ers | 109 – 74 (19-18, 31-26, 26-18, 33-12) | Perth Wildcats | Titanium Security Arena (6.000 spett.) |
| Childress 22 Punti Cotton 22 Shorter 7 Assist Kenny 4 Creek 11 Rimbalzi Brandt , Cooke 6 |                |                                       |                |                                        |
|                                                                                          |                |                                       |                |                                        |
| Childress 22                                                                             | Punti          | Cotton 22                             |                |                                        |
| Shorter 7                                                                                | Assist         | Kenny 4                               |                |                                        |
| Creek 11                                                                                 | Rimbalzi       | Brandt, Cooke 6                       |                |                                        |

| Perth 9 marzo 2018, ore 18:30 Gara 2                                                | Perth Wildcats | 88 – 89 (28-15, 21-25, 18-23, 21-26) | Adelaide 36ers | Perth Arena (12.055 spett.) |
| Cotton 31 Punti Childress 25 Tokoto 5 Assist Sobey 5 Brandt 9 Rimbalzi Childress 10 |                |                                      |                |                             |
|                                                                                     |                |                                      |                |                             |
| Cotton 31                                                                           | Punti          | Childress 25                         |                |                             |
| Tokoto 5                                                                            | Assist         | Sobey 5                              |                |                             |
| Brandt 9                                                                            | Rimbalzi       | Childress 10                         |                |                             |

### Melbourne - Adelaide
RISULTATO FINALE: 3-2
| Melbourne 16 marzo 2018, ore 19:30 Gara 1                                                      | Melbourne United | 107 – 96 (29-28, 24-19, 26-24, 28-25) | Adelaide 36ers | Hisense Arena (8.699 spett.) |
| Goulding 26 Punti Johnson 18 Wesley 6 Assist Creek , Moore 4 Boone , Wesley 7 Rimbalzi Creek 9 |                  |                                       |                |                              |
|                                                                                                |                  |                                       |                |                              |
| Goulding 26                                                                                    | Punti            | Johnson 18                            |                |                              |
| Wesley 6                                                                                       | Assist           | Creek, Moore 4                        |                |                              |
| Boone, Wesley 7                                                                                | Rimbalzi         | Creek 9                               |                |                              |

| Adelaide 18 marzo 2018, ore 14:30 Gara 2                                              | Adelaide 36ers | 110 – 95 (27-19, 30-22, 25-23, 28-31) | Melbourne United | Titanium Security Arena (7.000 spett.) |
| Deng 18 Punti Prather 20 Moore , Sobey 5 Assist Goulding 3 Creek 9 Rimbalzi Prather 7 |                |                                       |                  |                                        |
|                                                                                       |                |                                       |                  |                                        |
| Deng 18                                                                               | Punti          | Prather 20                            |                  |                                        |
| Moore, Sobey 5                                                                        | Assist         | Goulding 3                            |                  |                                        |
| Creek 9                                                                               | Rimbalzi       | Prather 7                             |                  |                                        |

| Melbourne 23 marzo 2018, ore 19:30 Gara 3                                 | Melbourne United | 101 – 98 (33-22, 20-31, 28-22, 20-23) | Adelaide 36ers | Hisense Arena (9.362 spett.) |
| Ware 25 Punti Johnson 20 Ware 3 Assist Creek 5 Prather 6 Rimbalzi Creek 8 |                  |                                       |                |                              |
|                                                                           |                  |                                       |                |                              |
| Ware 25                                                                   | Punti            | Johnson 20                            |                |                              |
| Ware 3                                                                    | Assist           | Creek 5                               |                |                              |
| Prather 6                                                                 | Rimbalzi         | Creek 8                               |                |                              |

| Adelaide 25 marzo 2018, ore 14:30 Gara 4                                             | Adelaide 36ers | 90 – 81 (29-21, 26-10, 16-27, 19-23) | Melbourne United | Titanium Security Arena (7.500 spett.) |
| Johnson 21 Punti Prather 23 Shorter 3 Assist Goulding 4 Johnson 9 Rimbalzi Prather 7 |                |                                      |                  |                                        |
|                                                                                      |                |                                      |                  |                                        |
| Johnson 21                                                                           | Punti          | Prather 23                           |                  |                                        |
| Shorter 3                                                                            | Assist         | Goulding 4                           |                  |                                        |
| Johnson 9                                                                            | Rimbalzi       | Prather 7                            |                  |                                        |

| Melbourne 31 marzo 2018, ore 18:00 Gara 5                                              | Melbourne United | 100 – 82 (34-22, 23-22, 21-25, 22-13) | Adelaide 36ers | Hisense Arena (10.300 spett.) |
| Goulding , Ware 23 Punti Shorter 20 Wesley 3 Assist Moore 7 Boone 12 Rimbalzi Creek 10 |                  |                                       |                |                               |
|                                                                                        |                  |                                       |                |                               |
| Goulding, Ware 23                                                                      | Punti            | Shorter 20                            |                |                               |
| Wesley 3                                                                               | Assist           | Moore 7                               |                |                               |
| Boone 12                                                                               | Rimbalzi         | Creek 10                              |                |                               |

## Vincitore
| Campioni NBL 2017-2018       |
| ---------------------------- |
| Melbourne United (5º titolo) |

## Statistiche
| Categoria           | Giocatore      | Squadra          | Stat  |
| ------------------- | -------------- | ---------------- | ----- |
| Punti per gara      | Jerome Randle  | Sydney Kings     | 19,8  |
| Rimbalzi per gara   | Josh Boone     | Melbourne United | 9,3   |
| Assist per gara     | Jerome Randle  | Sydney Kings     | 5,2   |
| Efficienza per gara | Amritpal Singh | Sydney Kings     | 66,0% |

## Premi
- NBL Most Valuable Player: Travis Trice, Brisbane Bullets
- NBL Defensive Player of the Year: Damian Martin, Perth Wildcats
- NBL Most Improved Player of the Year: Shea Ili, New Zealand Breakers
- NBL 6th Man of the Year: Ramone Moore, Adelaide 36ers
- NBL Rookie of the Year: Isaac Humphries, Sydney Kings
- NBL Finals MVP: Chris Goulding, Melbourne United
- NBL Coach of the Year: Dean Vickerman, Melbourne United

- All-NBL First Team
  - Bryce Cotton, Perth Wildcats
  - Casper Ware, Melbourne United
  - Demitrius Conger, Illawarra Hawks
  - Daniel Johnson, Adelaide 36ers
  - Josh Boone, Melbourne United

- All-NBL Second Team
  - Jerome Randle, Sydney Kings
  - Edgar Sosa, New Zealand Breakers
  - J.P. Tokoto, Perth Wildcats
  - Mitch Creek, Adelaide 36ers
  - Tai Wesley, Melbourne United